# Dino Balestra
Dino Balestra (* 21. November 1947 in Giubiasco) ist ein Schweizer Manager und Schriftsteller. Er war ab 1986 Programmdirektor von RTSI und von 1999 bis 2014 Direktor von RSI.

## Leben
Dino Balestra wurde 1947 in Giubiasco, Kanton Tessin, geboren. Er studierte Pädagogik an der Universität von Bologna, wo er seinen Abschluss machte. 1968 begann er beim Radiotelevisione Svizzera (RTSI) zu arbeiten, das in der Nähe von Lugano ansässig war. Er arbeitete ab 1970 in der Abteilung für Bildung und Familie. Zwischen 1971 und 1976 schrieb er eine Reihe von Theaterstücken (die ebenfalls von RTSI ausgestrahlt wurden), während er von 1977 bis 1981 eine Zeitschrift für Theaterkritik in der Wochenzeitung Cooperazione der Coop-Gruppe herausgab. In den Jahren 1987 und 1989 veröffentlichte er zwei Essays über Jean-Jacques Rousseau. Im Jahr 1990 schrieb er einen Monolog, der, interpretiert von Giorgio Albertazzi, beim Wettbewerb der Internationalen Fernsehausstellung von Pescara den dritten Platz belegte.
1986 wurde er zum Programmdirektor von RTSI berufen und leitete ab 1999 das Unternehmen selbst, dessen Umwandlung in Radiotelevisione svizzera di lingua italiana (RSI) er 2009 leitete. Er schied am 1. Juni 2014 aus dem Amt aus und wurde durch Maurizio Canetta ersetzt.
Balestra ist Präsident der italienischsprachigen Radio- und Fernsehgemeinschaft.

## Werke

### Aufsätze
- Lettera a d’Alembert sugli spettacoli/Jean-Jacques Rousseau. Anthologie (Hrsg.) von Dino Balestra, La Nuova Italia, Scandicci 1987.
- Lo specchio assente, Rousseau e lo sguardo altrui. (Hrsg.) von Dino Balestra, Cappelli, Bologna 1989.

### Theater
- Il concorso (1971)
- La seduta (1975)
- Schneekugel (1976)
- Un cane fedele (1990)[2]